# 김성삼 (교수)
김성삼(金成三, 1965년 8월 27일 ~ )은 대한민국의 교수이다.

## 개요
대한민국의 교수. 화가로 시작해서 미대 교수가 되었다. 이후 미술치료, 문학치료를 새롭게 공부하면서 상담전문가로 변신 경주지진, 포항지진, 코로나 등 국가재난에 뛰어들어 트라우마 전문가로 현장에서 활동하며 이름을 얻었으며, 현재는 유명한 강연자이자 교수로서 활동 중이다.
이후 인간의 오감 만족을 중심으로 한 '감성교수법'을 개발, 고등교육 교수학습자료(전국대학교수 온라인 강좌) 공동 활용 서비스 주최인 ‘kocw 인기 어워드상’을 2회 수상. 그리고 교육과 봉사를 접목한 ‘행동하는 교육자상’의 표상이 되어 2021년에 대통령상인 대한민국 스승상 수상 및 근정포장까지 서훈받았다.

## 생애
5남매 중 막내 쌍둥이로 태어난 그는 아버지를 존경해 경찰관이 되고 싶었다. 하지만 자신과 함께 태어난 동생의 뇌병변장애로 동생을 평생 돌보기 위해 동생이 좋아했던 그림으로 진로를 바꾸었다. 그럼에도 불구하고 17살 동생이 갑자기 하늘의 부름을 받자 동생과 약속한 소원을 이루어 주기 위해 미대를 들어갔다고 언론 인터뷰에 소개한 바 있다. 그즈음 아버지의 사업이 점점 나빠져 그에게 공부는 간절한 미래의 유일한 희망이 되었다. 미술대학 4년 전 학기 수석, 전체 수석 졸업 이후 홍익대학교 미술대학으로 진학해서 동양화전공 대학원을 졸업한다.

## 경력

### 교수 활동
미대 졸업 이후 그는 서울과 부산 등지에서 4차례의 개인전을 개최하였다. 동시에 부산대학교, 부산교육대학교, 경상대학교, 덕원예술고등학교에서 대학강사를 역임, 그리고 그걸 기반으로 경산대학교(현, 대구한의대) 교수로 임용되어 98년부터 2006년까지 미대 교수로 근무했다.
그리고 이후, 심리계열 공부를 위해 2007년 포천중문의대 미술치료대학원에서 특별과정으로 미술치료를 배웠고, 2010년에는 경북대학교 문학치료대학원 박사과정에서 문학치료도 배웠다. 이를 바탕으로 미대교수로서가 아닌 전문상담사로서의 본격적인 교육과 활동을 시작하게 된다.
과거 어린 시절 장애인 동생을 돌본 경험을 살려 2010년에 우리나라 최초의 ‘감성교수법’이라는 새로운 형태의 교수법을 창안했다. 그리고 2004년부터 2017년까지 경산장애인 부모회에서 전문위원으로 활동하면서 장애인들과 가족들을 위해 심리상담 및 교육을 담당하였다. 이 활동을 계기로 지역 장애인들과 인연을 맺으며 본격적으로 봉사활동에 들어가게 된다.
또한 2007년부터는 한국장애인재활협회 전문위원(RI코리아)으로 활동하면서 장애인들의 복지와 심리치료 활동이 지역을 넘어 전국으로 확장되었다. 그리고 2014년 세월호 사고를 계기로 체계화된 적십자소속 경북재난심리회복지원센터에서 ‘국가재난 트라우마 상담전문가’로 활동하는 실천적 봉사로 이어져 현재까지도 재난 교육 및 봉사활동을 병행하고 있다. 그런 그의 노력이 인정받아 2016년에는 국민안전처 장관상을 수상했고 2017년에는 행정안전부 장관상을 수상하기도 했다.

### 봉사 활동
2004년 ‘경산 장애인부모회 창립총회’의 첫 참여 이후 2017년 동안 장애인&부모교육에 열정적으로 참여했고 특히, 경산시 특수학교설립에 많은 기여를 했다. 봉사의 대부분은 장애인& 장애인 부모 교육(심리치료 및 상담) 위주로 시작되었다. 장애인 자신들만큼이나 심리적 고통과 심리적 트라우마를 많이 받는 것이 바로 주변 가족들임을 누구보다 잘 알고 있기 때문이다. 이후에도 활동은 경산에서 경북으로 경북에서 전국으로 확대되었고 장애인과 비장애인 구별없이 심리적 트라우마를 겪고 있는 모든 대상으로 확산되었고 넓어졌다.
2014년 경북 적십자사에서 처음 연락이 온 이후에 영천의 ‘저수지 붕괴사고현장’ 안심의 ‘가스통 폭발사고현장’ 안동의 ‘산불피해현장’ ‘교통사고자들을 위한 심리상담’ ‘경찰관 트라우마 상담’ ‘소방관들 트라우마 상담’ ‘경주 지진 트라우마 상담’ ‘포항 지진 트라우마 상담’ 대구 신천지 ‘코로나19 심리상담’까지 무수히 많은 현장을 다녔다.

### 방송 및 강연 활동
2006년 경북공무원 연수원의 부름으로 시작하게 된 첫 강연으로 시작한 그는 처음부터 외래 강사들 중에서도 최고점인 5점 만점에 4.8점을 받았다. 이후 시간은 6개월도 되지 않아 전국 공무원 연수원으로 그의 강연 소문이 퍼져나갔다. 초기에는 미술강연에 집중했지만 나중에는 시대를 반영하여 예술인문학, 리더쉽, 힐링강연으로 확장되었다가 최근에는 코로나의 영향으로 치유와 행복강연으로 채워졌다. 현재는 코로나로 온라인 소통에 힘든 교사, 교수, 외래강사를 위해 ‘온라인시대 감성교수법’을 만들어 온라인 티칭 성공 노하우 등을 가르치고 있다.
최근에는 지진을 비롯한 각종 국가재난으로 힘들어하는 국민들을 위해 TBS 라디오와 손을 잡고 힐링방송을 진행했다. 대표적인 방송이 경제적으로 힘든 울산시민들을 위한 프로그램 ‘힐링감성충전’으로 2017~ 2018년 2년간 아침 출근 시간에 맞춰 울산분들에게 긍정의 에너지를 드렸고 최근에는 코로나로 지친 대구시민들을 위해 대구 TBS에서 ‘김성삼 교수의 행복시대’를 진행했다. 
국가재난 시 트라우마를 극복하는 요령들은 꾸준히 특강형태로 방송했고 최근에는 코로나 블루를 극복하기 위한 ‘힐링감성충전’ ‘스트레스를 없애는 활력충전’등의 주제로 TV강연 및 특강을 이어오고 있다.

## 기타
- 김성삼 교수는 상호 소통을 중요시하며 스토리텔링과 인간이 가진 오감을 이용해 적극적으로 수업에 이용한 ‘감성교수법’을 창안하기도 했는데, 온, 오프라인 모든 과정에서 활용이 가능하고 용이해서, 고등교육 교수학습자료 공동 활용 서비스인 'KOCW'에서 인기 어워드상‘을 2년 연속 수상하기도 했다.

- 강연인으로서 활동도 많이 하는데, 초창기에는 미술강연에 집중했지만, 심리계열 공부 이후부터는 예술인문학 및 리더쉽, 힐링등으로 강연폭이 확장되었다. 그리고 코로나 사태 이후로는 치유와 행복 중심으로 강연을 이어나가고 있다. 교사, 교수들을 위해 ’감성교수법‘을 통한 노하우 강의는 물론, 청소년들을 위한 토크콘서트와 북 콘서트도 뜨거운 호응을 받고 있다.

- 2012년도에는 대학가의 흐름에 맞춘 토크콘서트를 진행하기도 했었는데, 시골의사 박경철과 함께 대구한의대에서 ’청춘토크콘서트‘를 열기도 했었으며, 14년도에는 개그우먼 김신영과 ‘청춘토크콘서트‘를 함께 진행했다’.

- 과거 미대를 졸업하고 교수로서 활동한 만큼 미술에도 일가견이 있는데, 동양화를 통한 다양한 그룹전과 해외 아트페어는 물론이고 총 17곳에서 개인전을 개최했었다. 그의 작품은 민족주의 색채가 강한 채색화 위주의 작품을 주로 했는데 오랫동안 사숙했던 소산 박대성 화백과 2018년부터 본격적인 사제 인연을 맺으면서 강렬한 수묵에 매료되어 현재는 박대성 화풍의 수묵 작업도 함께 병행하고 있다.

- 사람들이 부르는 호칭으로 ‘카우보이 교수’라는 호칭이 있는데, 이는 그가 카우보이 모자를 쓰고 강연에 등장해 학생들을 압도하는 에너지로 젊은 학생들에게 도전의 힘과 용기를 주기 때문이다. 그런 이유에서 전국 대학과 공무원들이 강연에 가장 초청하고 싶은 인물로 유명세를 타고 있다.

## 저서
- 《128분, 나를 바꾸는 시간》(지식의숲 출판사, 2019)